# Linda annulicornis
Linda annulicornis là một loài bọ cánh cứng trong họ Cerambycidae.